# Naseby (Nowa Zelandia)
Naseby – miasto w Nowej Zelandii, na Wyspie Południowej, w regionie Otago.